# Homalium dewevrei
Homalium dewevrei är en videväxtart som beskrevs av De Wild. och Th. Dur.. Homalium dewevrei ingår i släktet Homalium och familjen videväxter. Inga underarter finns listade i Catalogue of Life.